# NGC 2229
NGC 2229 é uma galáxia espiral barrada (SB0-a) localizada na direcção da constelação de Dorado. Possui uma declinação de -64° 57' 24" e uma ascensão recta de 6 horas, 21 minutos e 23,8 segundos.
A galáxia NGC 2229 foi descoberta em 30 de Novembro de 1834 por John Herschel.